# Fiona Apple

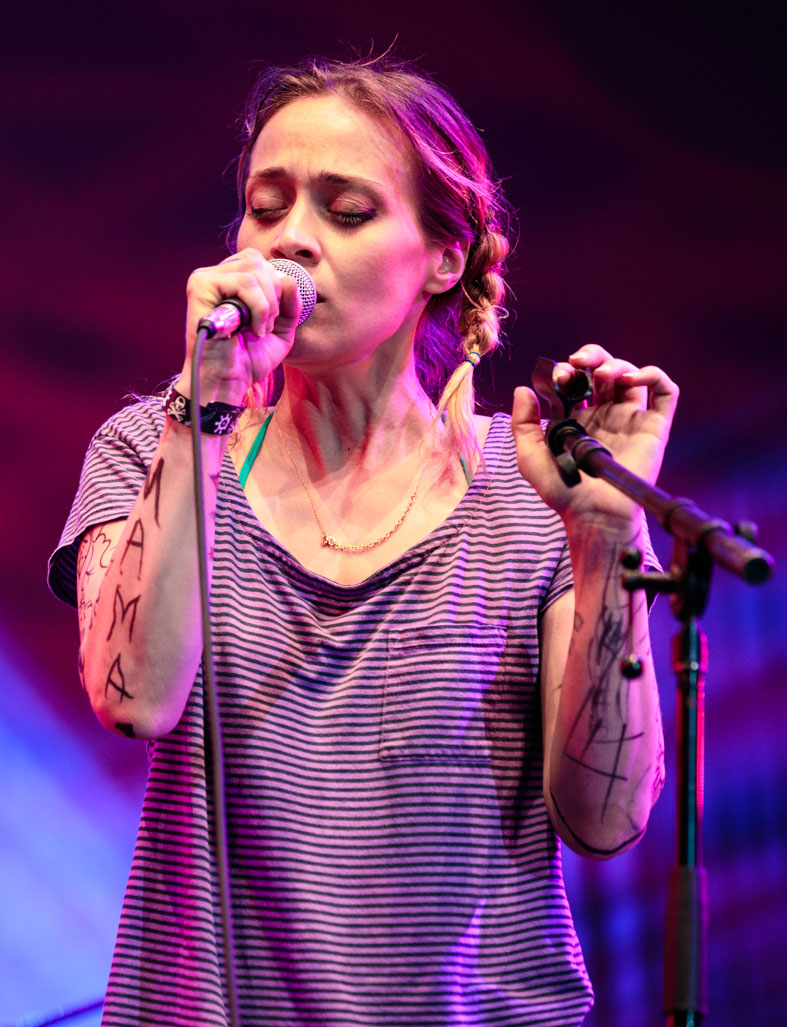
Fiona Apple (2015)

Fiona Apple (* 13. September 1977 in New York City als Fiona Apple Maggart) ist eine US-amerikanische Singer-Songwriterin und Pianistin.

## Leben
Fiona Apple ist die Tochter des Schauspielers Brandon Maggart und der Sängerin Diane McAfee. Ihre Schwester Amber tritt als Sängerin unter dem Namen Maude Maggart auf. Ihr Halbbruder Garett Maggart spielte in der Fernsehserie Der Sentinel – Im Auge des Jägers.
In ihrer Kindheit bekam Fiona Klavierunterricht. Ihre Eltern trennten sich früh. Im Alter von 12 Jahren wurde sie auf dem Weg zu ihrer Mutter vergewaltigt. Um das Erlebnis zu verarbeiten, schrieb sie später das Lied Sullen Girl und machte eine Psychotherapie. Auch war Fiona bereits öfter wegen Aggressionen und psychischen Problemen in psychotherapeutischer Behandlung, unter anderem, weil sie als Teenager drohte, sich und ihre Schwester Amber umzubringen.
Durch eine Freundin bekam sie 1996 einen Plattenvertrag bei Epic Records. Für ihren Song Criminal wurde sie mit einem Grammy ausgezeichnet. Ihr Video zu Sleep to Dream wurde 1997 mit dem MTV Video Music Award ausgezeichnet.
Ihr Auftritt bei den MTV Video Music Awards 1997 erlangte große Beachtung in den Medien. Mit den Worten „Diese Welt ist Scheiße, und Sie sollten Ihr Leben nicht danach richten, was Sie glauben, was wir cool finden, was wir tragen und was wir sagen“, kritisierte sie die Musikindustrie.
Fiona Apple ist Veganerin und setzt sich als Unterstützerin von PETA für Tierrechte ein.

## Karriere

### Tidal
1996 erschien Tidal, ihr Debütalbum, das bis heute allein in den USA mehr als 3 Millionen Mal verkauft wurde (3-fach Platin). Criminal, ihre dritte Single, bekam große Resonanz. Weitere Singles vom Album sind Sleep to Dream, Shadowboxer, Never Is a Promise und The First Taste.
Nach ihren Debüterfolg und einigen Kontroversen – u. a. einem Auftritt bei den MTV Video Music Awards, bei dem sie die Musikindustrie beschimpft – dauert es 3 Jahre bis zur nächsten Veröffentlichung.

### When the Pawn...
Nach einem Streit mit der Plattenfirma, die mit dem 90 Worte langen Titel (“When the Pawn Hits the Conflicts He Thinks Like a King/What He Knows Throws the Blows When He Goes to the Fight/And He’ll Win the Whole Thing 'Fore He Enters the Ring/There’s No Body to Batter When Your Mind Is Your Might/So When You Go Solo, You Hold Your Own Hand/And Remember That Depth Is the Greatest of Heights/And If You Know Where You Stand, Then You Know Where to Land/And If You Fall It Won’t Matter, Cuz You’ll Know That You’re Right”) nicht einverstanden ist, erscheint 1999 doch noch ihr zweites Album. Der Albumname, ein von Fiona geschriebenes Gedicht, wird üblicherweise auf When the Pawn verkürzt.
Das musikalisch experimentellere Album wird von vielen Kritikern und Fans gelobt und erreicht zwar noch Platin-Status, kommt aber an den Erfolg ihres Debüts nicht heran. Als Singles werden Fast as You Can, Paper Bag und Limp veröffentlicht.
2002 war Apple Gastsängerin für den Simon-&-Garfunkel-Klassiker Bridge over Troubled Water auf Johnny Cashs Album American IV: The Man Comes Around. Außerdem sang sie zusammen mit Cash eine Coverversion des Titels Father and Son von Cat Stevens ein, die auf dessen Album Unearthed postum erschien.

### Extraordinary Machine
2003 lehnte die Plattenfirma die Veröffentlichung des dritten Albums Extraordinary Machine ab. Das Material wurde als „kommerziell nicht erfolgversprechend“ bezeichnet. Fiona Apples Karriere hing in der Luft.
Im Laufe der Zeit tauchten jedoch einzelne Lieder des unveröffentlichten Albums in Internet-Tauschbörsen auf und wurden auch von kleinen Radiostationen gespielt. Fans organisierten im Januar 2005 die Kampagne Free Fiona für die Veröffentlichung. Am 15. August 2005 kündigt die Plattenfirma schließlich die Veröffentlichung einer überarbeiteten Version von Extraordinary Machine für Oktober 2005 an.
Als Produzent fungiert Mike Elizondo, bekannt durch seine Arbeit mit Hip-Hop-Künstlern wie z. B. Dr. Dre, Co-Produzent ist Brian Kehew. Von den elf bereits aufgetauchten Liedern wurden neun komplett überarbeitet und ein neuer Song (Parting Gift) eingespielt. Laut Elizondo klingt die Produktion nun „völlig anders“. Obwohl er sich die frühere, von Jon Brion produzierte Version angehört hat, wurde „alles von Grund auf neu gemacht“.

### The Idler Wheel...
Im Juni 2012 veröffentlichte Apple ihr viertes, mit Konzertdrummer Charley Drayton produziertes Studioalbum mit dem sperrigen Titel The Idler Wheel Is Wiser Than the Driver of the Screw and Whipping Cords Will Serve You More Than Ropes Will Ever Do (kurz The Idler Wheel...). Der Erscheinungstermin wurde von der Künstlerin aufgrund von Labelinterna hinausgezögert. Das Album erhielt hervorragende Kritiken und fand sich auf einigen Jahresbestlisten, unter anderem vom Time Magazine, an erster Stelle. Auf der Website Metacritic erhielt der Tonträger eine Bewertung von 89 von 100 Punkten.
Nach längerer Pause meldete sich Apple im Dezember 2016 mit einem Anti-Trump-Song namens Trump’s Nuts Roasting on an Open Fire (eine Verballhornung des Weihnachtsklassikers Chestnuts Roasting on an Open Fire) in der Öffentlichkeit zurück. Im Januar 2017 veröffentlichte sie gemeinsam mit Produzent Michael Whalen den eigens für den Women’s March on Washington verfassten Protestsong Tiny Hands.

### Fetch the Bolt Cutters
Erst acht Jahre nach dem letzten Album kam im April 2020 das fünfte Studioalbum namens Fetch the Bolt Cutters. Den Erscheinungstermin hat die Musikerin vorgezogen. Es wurde 2021 mit einem Grammy für das beste Alternative Album ausgezeichnet.
Im Jahr 2022 übernahm Apple den Gesangspart in Where the Shadows Lie. Das von Bear McCreary komponierte Stück gehört zum Soundtrack der Serie Der Herr der Ringe: Die Ringe der Macht und wird im Abspann der letzten Episode verwendet. Der Text besteht aus einem Gedicht über die Ringe der Macht.

## Diskografie

### Studioalben
| Jahr | Titel                  | Höchstplatzierung, Gesamtwochen, AuszeichnungChartplatzierungen (Jahr, Titel, Platzierungen, Wochen, Auszeichnungen, Anmerkungen) | Höchstplatzierung, Gesamtwochen, AuszeichnungChartplatzierungen (Jahr, Titel, Platzierungen, Wochen, Auszeichnungen, Anmerkungen) | Höchstplatzierung, Gesamtwochen, AuszeichnungChartplatzierungen (Jahr, Titel, Platzierungen, Wochen, Auszeichnungen, Anmerkungen) | Höchstplatzierung, Gesamtwochen, AuszeichnungChartplatzierungen (Jahr, Titel, Platzierungen, Wochen, Auszeichnungen, Anmerkungen) | Höchstplatzierung, Gesamtwochen, AuszeichnungChartplatzierungen (Jahr, Titel, Platzierungen, Wochen, Auszeichnungen, Anmerkungen) | Anmerkungen                                                  |
| Jahr | Titel                  | DE | AT | CH | UK | US | Anmerkungen                                                  |
| ---- | ---------------------- | --- | --- | --- | --- | --- | ------------------------------------------------------------ |
| 1996 | Tidal                  | — | — | — | UK— SilberUK | US15 ×3Dreifachplatin · (91 Wo.)US                                                                                                | Erstveröffentlichung: 23. Juli 1996 Verkäufe: + 3.060.000    |
| 1999 | When the Pawn…         | DE66 (5 Wo.)DE | — | — | UK46 Silber · (2 Wo.)UK | US13 Platin · (20 Wo.)US | Erstveröffentlichung: 9. November 1999 Verkäufe: + 1.060.000 |
| 2005 | Extraordinary Machine  | — | — | — | — | US7 Gold · (21 Wo.)US | Erstveröffentlichung: 3. Oktober 2005 Verkäufe: + 500.000    |
| 2012 | The Idler Wheel…       | DE56 (1 Wo.)DE | AT44 (2 Wo.)AT | CH28 (2 Wo.)CH | UK68 (1 Wo.)UK | US3 (16 Wo.)US | Erstveröffentlichung: 19. Juni 2012                          |
| 2020 | Fetch the Bolt Cutters | DE20 (2 Wo.)DE | AT30 (2 Wo.)AT | CH11 (3 Wo.)CH | UK33 (2 Wo.)UK | US4 (3 Wo.)US | Erstveröffentlichung: 17. April 2020                         |

Weitere Alben
- 2006: iTunes Originals
- 2015: Watkins Family Hour

### Singles
| Jahr | Titel Album                      | Höchstplatzierung, Gesamtwochen, AuszeichnungChartplatzierungen (Jahr, Titel, Album, Platzierungen, Wochen, Auszeichnungen, Anmerkungen) | Höchstplatzierung, Gesamtwochen, AuszeichnungChartplatzierungen (Jahr, Titel, Album, Platzierungen, Wochen, Auszeichnungen, Anmerkungen) | Höchstplatzierung, Gesamtwochen, AuszeichnungChartplatzierungen (Jahr, Titel, Album, Platzierungen, Wochen, Auszeichnungen, Anmerkungen) | Höchstplatzierung, Gesamtwochen, AuszeichnungChartplatzierungen (Jahr, Titel, Album, Platzierungen, Wochen, Auszeichnungen, Anmerkungen) | Höchstplatzierung, Gesamtwochen, AuszeichnungChartplatzierungen (Jahr, Titel, Album, Platzierungen, Wochen, Auszeichnungen, Anmerkungen) | Anmerkungen                                                  |
| Jahr | Titel Album                      | DE | AT | CH | UK | US | Anmerkungen                                                  |
| ---- | -------------------------------- | --- | --- | --- | --- | --- | ------------------------------------------------------------ |
| 1997 | Sleep to Dream Tidal             | — | — | — | UK79 (1 Wo.)UK | — | Erstveröffentlichung: 14. April 1997                         |
| 1997 | Criminal Tidal                   | — | — | — | — | US21 Platin · (20 Wo.)US | Erstveröffentlichung: 16. September 1997 Verkäufe: 1.000.000 |
| 1999 | Fast as You Can When the Pawn... | — | — | — | UK33 (2 Wo.)UK | — | Erstveröffentlichung: 20. November 1999                      |

Weitere Singles
- 1996: Shadowboxer
- 1996: Slow Like Honey
- 1997: The First Taste
- 1997: Never Is a Promise
- 1998: Across the Universe
- 1998: Please Send Me Someone to Love
- 2000: Limp
- 2000: Paper Bag
- 2003: Frosty the Snowman
- 2005: O’ Sailor
- 2005: Parting Gift
- 2006: Not About Love
- 2006: Get Him Back
- 2006: Sally’s Song
- 2008: Angel Eyes
- 2009: Why Try to Change Me Now
- 2009: I Walk a Little Faster
- 2012: Dull Tool
- 2012: Every Single Night
- 2013: Pure Imagination
- 2014: Container
- 2017: Tiny Hands (mit Michael Whalen)
- 2020: Shameika
- 2025: Pretrial (Let Her Go Home)